# Véria (Jura)
Véria település Franciaországban, Jura megyében. Lakosainak száma 112 fő (2022. január 1.). Véria Chevreaux, Andelot-Morval, Gigny, Graye-et-Charnay, Montagna-le-Reconduit és Champagnat községekkel határos.

## Népesség
A település népessége az elmúlt években az alábbi módon változott:
| Lakosok száma | 185  | 135  | 122  | 132  | 134  | 123  | 117  | 116  | 115  | 112  |
|               | 1968 | 1982 | 1990 | 2006 | 2013 | 2015 | 2017 | 2019 | 2020 | 2022 |